# Microrregión de Brasiléia
La microrregión de Brasileia es una de las microrregiones del estado brasilero del Acre perteneciente a la mesorregión Valle del Acre. Su población fue estimada en 2006 por el IBGE en 51.295 habitantes y está dividida en 4 municipios. Posee un área total de 14.122,166 km².

## Municipios
- Assis Brasil
- Brasiléia
- Epitaciolândia
- Xapuri

- Datos: Q2466329